# Modena Wycombe
Modena Wycombe Ltd. (auch: Team Modena) ist eine Kfz-Werkstatt und ein Automobilsport-Team im englischen High Wycombe. Das Familienunternehmen wurde 1975 gegründet.
Modena Wycombe beschäftigt sich mit Verkauf und Wartung von hochwertigen Sportwagen und Supersportwagen, etwa von Lamborghini, Maserati und Pagani. Das Team Modena ist herstellerunabhängig in der Le Mans Series (bis 2005 Le Mans Endurance Series) aktiv, in der es mit einem für die Klasse „LMGT1“ umgebauten Aston Martin DB9 antritt.
Für den Motorsport stellt das Unternehmen Zubehörteile, etwa aus Kohlenstofffaser, selbst her. Aufgrund der Erfahrungen in diesem Bereich arbeiteten auch Unternehmen wie McLaren, Alfa Romeo, BMW und Yamaha mit Modena Wycombe zusammen.
Bereits 1994 baute Modena Wycombe unter der Leitung des Australischen Rennfahrers Vern Schuppan den Schuppan 962CR. Als Geldgeber fungierte dabei ein japanisches Autohaus, weil Schuppan vor allem in Japan erfolgreich gefahren war.

## Erfolge
Mit dem Aston Martin DB9/101 konnten 2005 unter anderem folgende Erfolge erzielt werden:
- September Gewinner der 1000 km Le Mans Endurance Series in der Klasse GT1 auf dem Nürburgring
- Oktober Pole-Position in Zhuhai bei der FIA-GT-Meisterschaft
- November Pole-Position in Dubai bei der FIA-GT-Meisterschaft
- November Gewinner in Bahrain bei der FIA-GT-Meisterschaft